# Henri Depireux
Henri Depireux (1944. február 1. – 2022. április 8.) válogatott belga labdarúgó, középpályás, edző.

## Pályafutása

### Klubcsapatban
1963 és 1968 között az RFC Liège, 1968 és 1971 között a Standard Liège, 1971 és 1974 között az RWD Molenbeek, 1974 és 1976 között ismét az RFC Liège labdarúgója volt. 1976 és 1978 között az RJS Bas-Oha játékos-edzőjeként fejezte be az aktív labdarúgást. A Standard Liège csapatával sorozatban háromszor volt belga bajnok.

### A válogatottban
1969-ben és 1971-ben egy-egy alkalommal szerepelt a  belga válogatottban.

### Edzőként
1978 és 1980 között a Tilleur, 1980–81-ben az Union Namur, 1981–82-ben a KFC Winterslag vezetőedzője volt. 1986 és 1994 között főleg Portugáliában, Svájcban és Franciaországban dolgozott. 1986–87-ben és 1990–91-ben a portugál Belenenses, 1987–1989 között és 1993–94-ben a svájci Bellinzona, 1989-ben a francia Metz, 1990-ben a Red Star szakmai munkáját irányította.
1996–97-ben a kameruni válogatott szövetségi kapitánya volt. 1997–98-ban a marokkói AS FAR, 1998–99-ben az egyesült arab emírségekbeli Szardzsa vezetőedzőjeként tevékenykedett. 
92000-ben hazatért és a Standard Liège segédedző lett. 2002-ben az RFC Liège, 2003-ban a CS Visé vezetőedzője volt. 2006–07-ben a Kongói DK válogatottjának a szövetségi kapitánya volt. 2008-ban a marokkói Olympique de Khouribga, majd az algériai USM Annaba csapatainál dolgozott. 2011-ben a Standard Liège női csapatának edzője volt.

## Sikerei, díjai

### Játékosként
RFC Liège
- Belga bajnokság
  - 3.: 1966–67

 Standard Liège
- Belga bajnokság
  - bajnok (3): 1968–69, 1969–70, 1970–71

 RWD Molenbeek
- Belga bajnokság
  - 2.: 1972–73
  - 3.: 1973–74

## Statisztika

### Mérkőzései a belga válogatottban
| Belgium | Belgium           | Belgium                    | Belgium | Belgium  | Belgium  | Belgium      | Belgium | Belgium |
| #       | Dátum             | Helyszín                   | Hazai   | Eredmény | Vendég   | Kiírás       | Gólok   | Esemény |
| ------- | ----------------- | -------------------------- | ------- | -------- | -------- | ------------ | ------- | ------- |
| 1.      | 1969. november 5. | Mexikóváros, Azték Stadion | Mexikó  | 1 – 0    | Belgium  | barátságos   | -       | 46'     |
| 2.      | 1971. február 3.  | Liège, Stade de Sclessin   | Belgium | 3 – 0    | Skócia   | Eb-selejtező | -       |         |
|         | Összesen          |                            |         | 2        | mérkőzés |              | 0       | gól     |